# Suchaer Gans
| Suchaer Gans          | Suchaer Gans                                                         |
| --------------------- | -------------------------------------------------------------------- |
| Herkunft              | Suchá nad Parnou, Slowakei                                           |
| Standard              | - EE seit 1980                                                       |
| Gewicht               | - Ganter: 6,5 bis 7,5 kg - Gans 5,5 bis 6,5 kg                       |
| Farbenschläge         | grau                                                                 |
| Ringgröße             | 27 mm                                                                |
| Bruttrieb             | ausgezeichnet                                                        |
| Legezeit              | März–April                                                           |
| Legeleistung          | - 14 bis 16 Stück - Mindesteigewicht: 140 g - Eierschalenfarbe: weiß |
| Liste von Gänserassen |                                                                      |

Die Suchaer Gans (slowakisch: Suchovská hus) ist aus den Landgänsen in der Slowakei herausgezüchtet worden.

## Merkmale
Die Suchaer Gänse sind wetterharte, bewegliche und zutrauliche Gänse, der Bruttrieb ist bei dieser Rasse vorhanden. Der einzige Farbenschlag dieser Rasse ist Braun.